# Малиев, Васо Георгиевич
Васо Георгиевич Малиев (14 февраля 1938, Мостиздах, СО АССР, РСФСР, СССР — 28 сентября 2017) — осетинский писатель, драматург и поэт, редактор литературного журнала «Ираф». Сын выдающегося осетинского поэта и публициста Георгия Гадоевича Малиева.

## Биография
С 1957 по 1961 год обучался на литературном факультете Северо-Осетинского пединститута. Работал в газете «Растдзинад». C 1969 по 1970 год обучался на Высших литературных курсах в Москве.
С 1990 года является главным редактором литературного журнала «Ираф».

## Творчество
Первое стихотворение Малиева опубликовано в 1955 году. В 1963 году вышел его поэтический сборник «Лук и стрела». В 1965 году издан сборник «Лунная ночь», куда вошли новеллы и повести. Писатель стремится раскрыть характеры людей разных судеб, показать возможности человека.
В 1966 году на сцене осетинского театра была поставлена пьеса Малиева «Змея и скрипка». В 60-х годах поэтом были созданы поэмы «Пэя», «Из века в век» и «Роксана».
Тема нравственности и моральной чистоты явилась основой для последующих работ Малиева: драмы «Сломанное кресло», книги повестей и рассказов «Гуйман», романа «Дом Сурме».

## Награды
- Медаль «Во Славу Осетии»[1].